# James Haven
Pour les articles homonymes, voir Haven.
James Haven Voight, dit James Haven, est un acteur, scénariste et producteur de cinéma américain, né le 11 mai 1973 à Los Angeles, en Californie.

## Biographie
Fils de Jon Voight et Marcheline Bertrand, James Haven est le frère aîné d'Angelina Jolie. Après avoir obtenu un diplôme en 1991 à la Beverly Hills High School, il étudie le métier de réalisateur à l'USC School of Cinema-Television, où il obtient le prix George Lucas pour la réalisation d'un film de fin d'études dans lequel sa sœur a tourné.

## Filmographie

### Comme acteur

#### Au cinéma
- 1998 : Urban Jungle (Hell's Kitchen), de Tony Cinciripini
- 1999 : Scrapbook, de Kurt Kuenne
- 2001 : Péché originel (Original Sin), de Michael Cristofer
- 2001 : À l'ombre de la haine (Monster's Ball), de Marc Forster
- 2002 : Ocean Park, de David W. Warfield
- 2003 : Hunting of Man, de Joe Menendez
- 2004 : Rent-a-Person, de Kurt Kuenne
- 2004 : Breaking Dawn, de Mark Edwin Robinson
- 2006 : Stay Alive, de William Brent Bell
- 2012 : Deep in the Heart, de Christopher Cain

#### À la télévision
- 1998 : Anatomie d'un top model (Gia), de Michael Cristofer
- 2004 : Les Experts (CSI: Crime Scene Investigation) (série TV), épisode La Marque du vampire (Suckers), de Danny Cannon